# 거짓말 (2015년 영화)
"거짓말"은 2015년에 개봉한 대한민국의 영화이다.

## 캐스팅
- 김꽃비 : 아영 역
- 전신환 : 태호 역
- 이선희 : 아영언니 역
- 한진희 : 성훈 역
- 송유담 : 형부 역
- 신연숙 : 아영엄마 역
- 권남희 : 태호엄마 역
- 권범택 : 아영새아빠 역
- 이예정 : 아영이복동생 역
- 이다해 : 피부과 조무사 1 역
- 정선유 : 피부과 조무사 2 역
- 강혜경 : 피부과 조무사 3 역
- 김지연 : 피부과 조무사 4 역
- 이단비 : 피부과 데스크 1 역
- 윤연아 : 피부과 데스크 2 역
- 이천희 : 자동차중고매매센터과장 역
- 정다원 : 자동차중고매매센터직원 역
- 강영구 : 공인중개사 역
- 홍승일 : 외제차매장 직원 역
- 임희라 : 휴대폰매장 직원 역
- 정동근 : 전자매장 냉장고 직원 역
- 이예지 : 전자매장 TV 직원 역
- 오태은 : 피부과 지갑아주머니 역
- 최요운 : 피부과 까칠환자 역
- 최혁수 : 냉장고 운송직원 역
- 이승준 : 재활용센터 직원 1 역
- 박계훈 : 재활용센터 직원 2 역
- 이병희 : 파출소 여경 역
- 이예진 : 모델하우스 직원 역
- 정아영 : 자동차중고매매센터 손님 역
- 김예빈 : 피부과 손님 1 역
- 최경하 : 피부과 손님 2 역
- 유보경 : 피부과 손님 3 역
- 최빛나 : 피부과 손님 4 역
- 김하나 : 피부과 손님 5 역
- 강다영 : 피부과 손님 6 역
- 장서이 : 피부과 원장 역 (특별출연)
- 김영선 : 고급아파트 공인중개사 역 (특별출연)
- 원풍연 : 파출소 경찰 역 (특별출연)
- 허준석 : 운전면허학원 강사 역 (특별출연)